# Clef dynamométrique
 (avril 2019).
Si vous disposez d'ouvrages ou d'articles de référence ou si vous connaissez des sites web de qualité traitant du thème abordé ici, merci de compléter l'article en donnant les références utiles à sa vérifiabilité et en les liant à la section « Notes et références ».

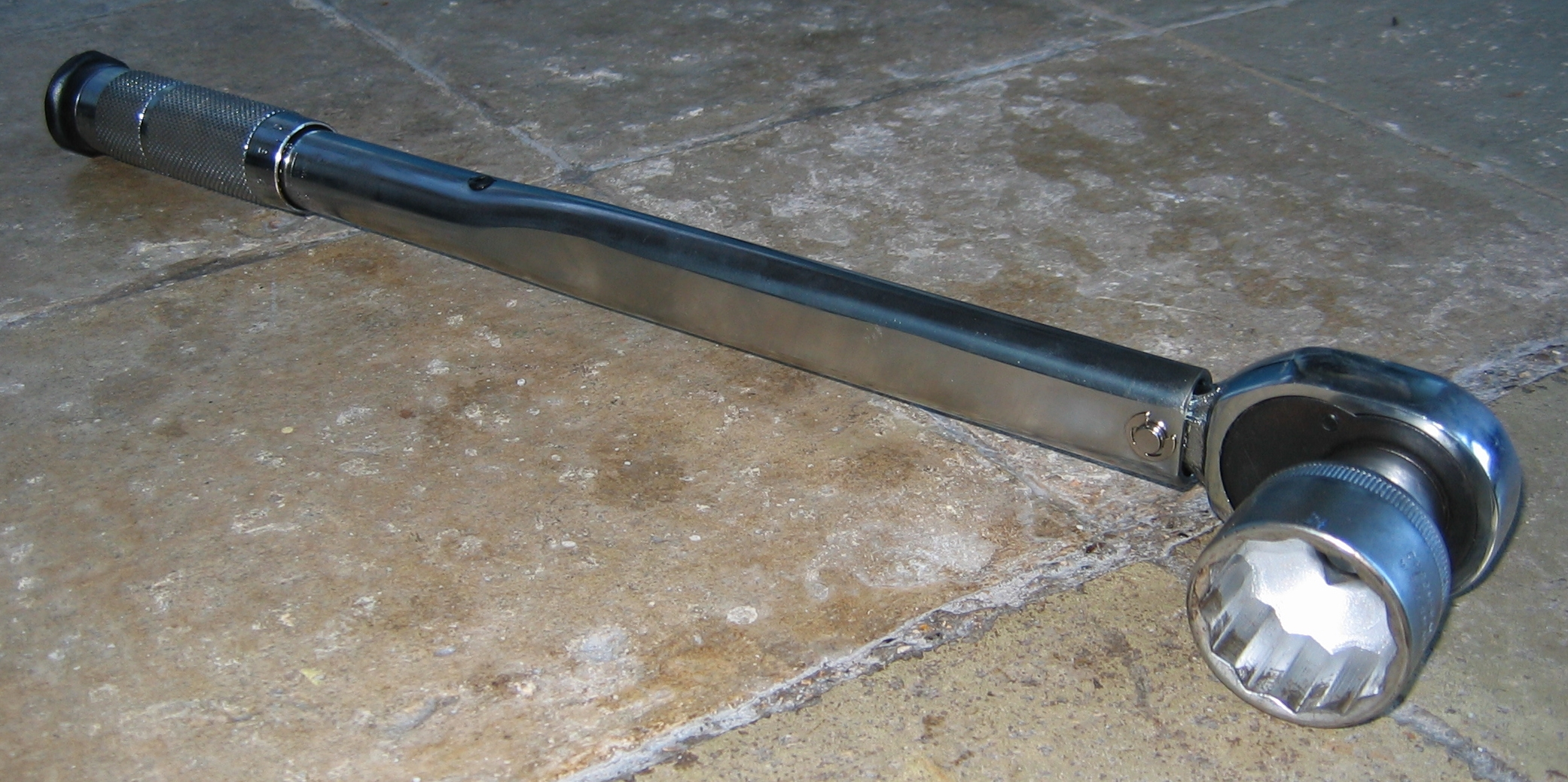
Une clef dynamométrique.

Une clef dynamométrique est un outil qui permet de contrôler le couple de serrage des écrous et des vis afin que ceux-ci soient montés de manière optimale. Quelle que soit la technologie, on peut, à l'usage, classer ces clefs en deux groupes : les clefs à déclenchement qui signalent l'atteinte de la valeur du couple, et celles à lecture directe qui affichent la valeur en cours.
Les clefs à déclenchement peuvent être à valeur fixe ou réglables (en général à l'aide d'une bague que l'on positionne sur le couple choisi).
La majorité des clefs ne permettent pas le contrôle d'un couple vers la gauche (la majorité des vis étant avec une hélice à droite). Il convient donc de s'en assurer lors de l'acquisition.

## Différentes clefs

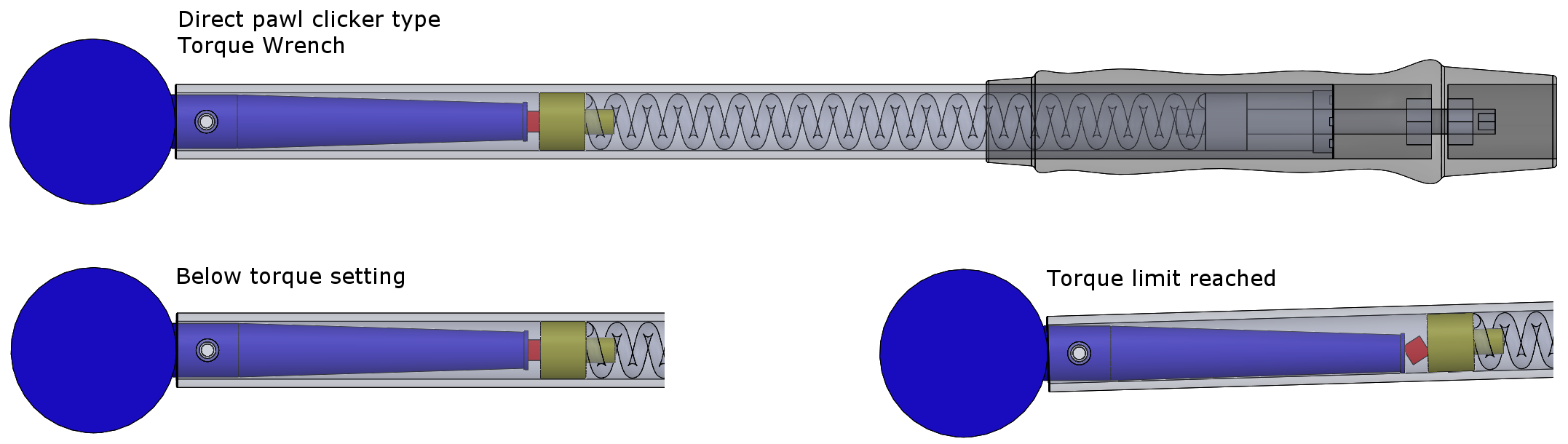
Principe de fonctionnement d'une clef dynamométrique à réarmement automatique

- Les plus anciens modèles, totalement mécaniques, comportent un limiteur de couple à billes de débrayage ; ils émettent un claquement, lorsque le couple (réglable par un curseur sur la clef) est atteint. Il faut réarmer la clef avant chaque serrage. Les modèles actuels ne nécessitent plus le réarmement de la clef.
- Il existe désormais une partie électronique, comportant un afficheur et un clavier, associée à une jauge de contrainte qui déclenche un bipeur avertissant l'opérateur d'un serrage suffisant. Inutile de réarmer la clef, il faut juste changer les piles lorsqu'elles sont usées. La partie électronique comprend aussi une mémoire qui permet l'édition d'un rapport.
- Il existe aussi des tournevis dynamométriques. Les couples sont alors exprimés en cN m (centinewtonmètre).
- Pour les très gros assemblages, certaines clefs sont à assistance hydraulique autorisant des couples dépassant les 10 kN m. Le contexte doit proposer une surface d'appui pour la reprise des efforts de serrage.

Types de clés dynamométriques
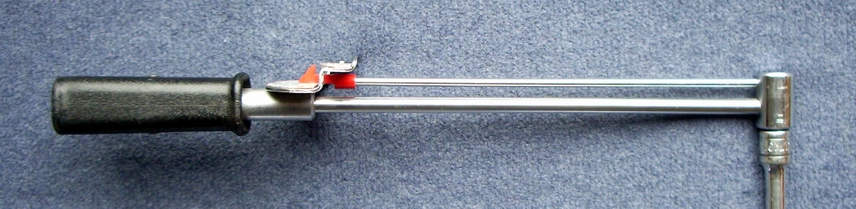
Clef dynamométrique à lecture directe (vue normale à l'axe du boulon serré). L'affichage du couple est lié à la flexion du bras de clef. Cette clef peut appliquer un couple réglé dans les deux sens.
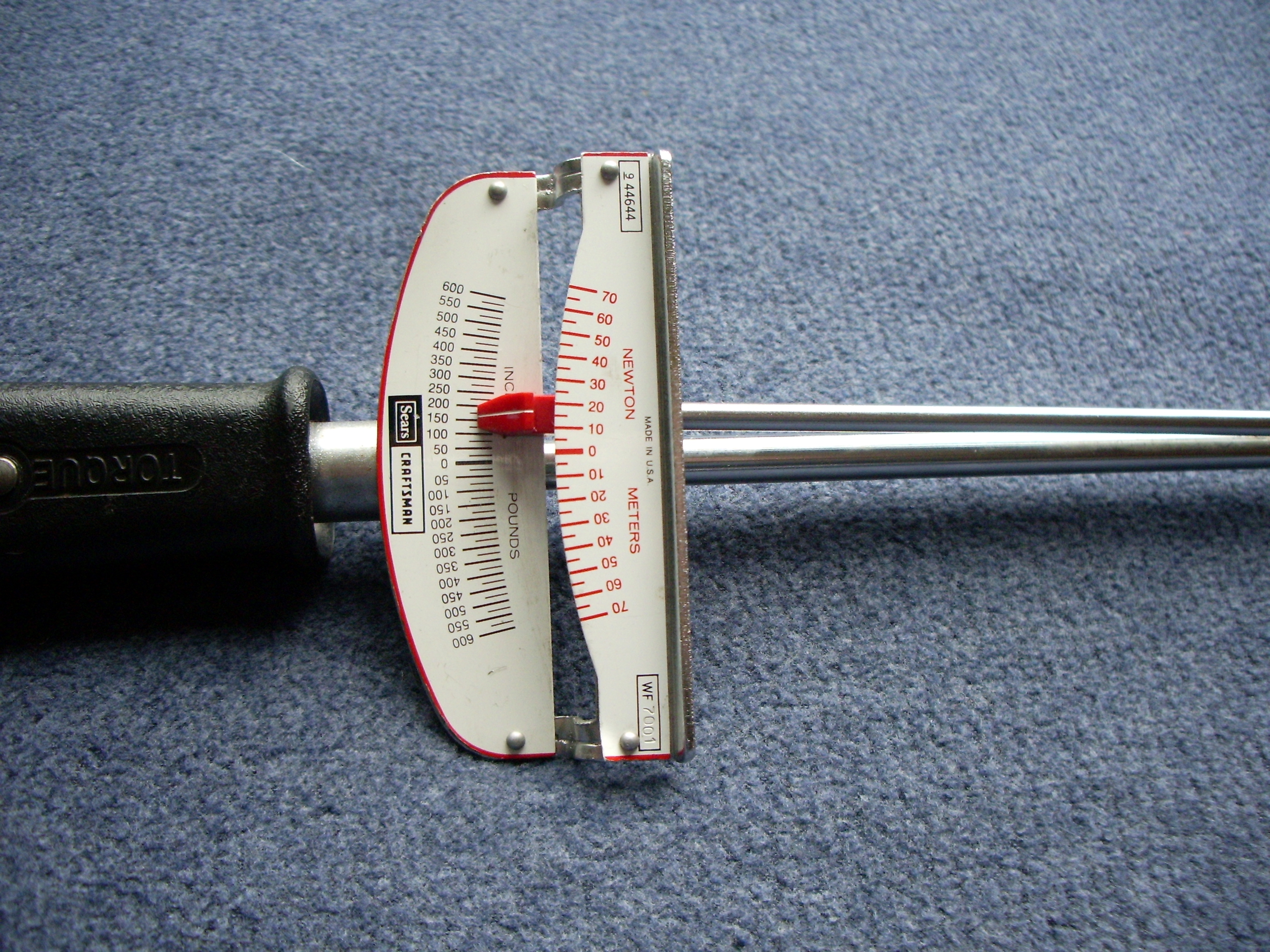
Détail.
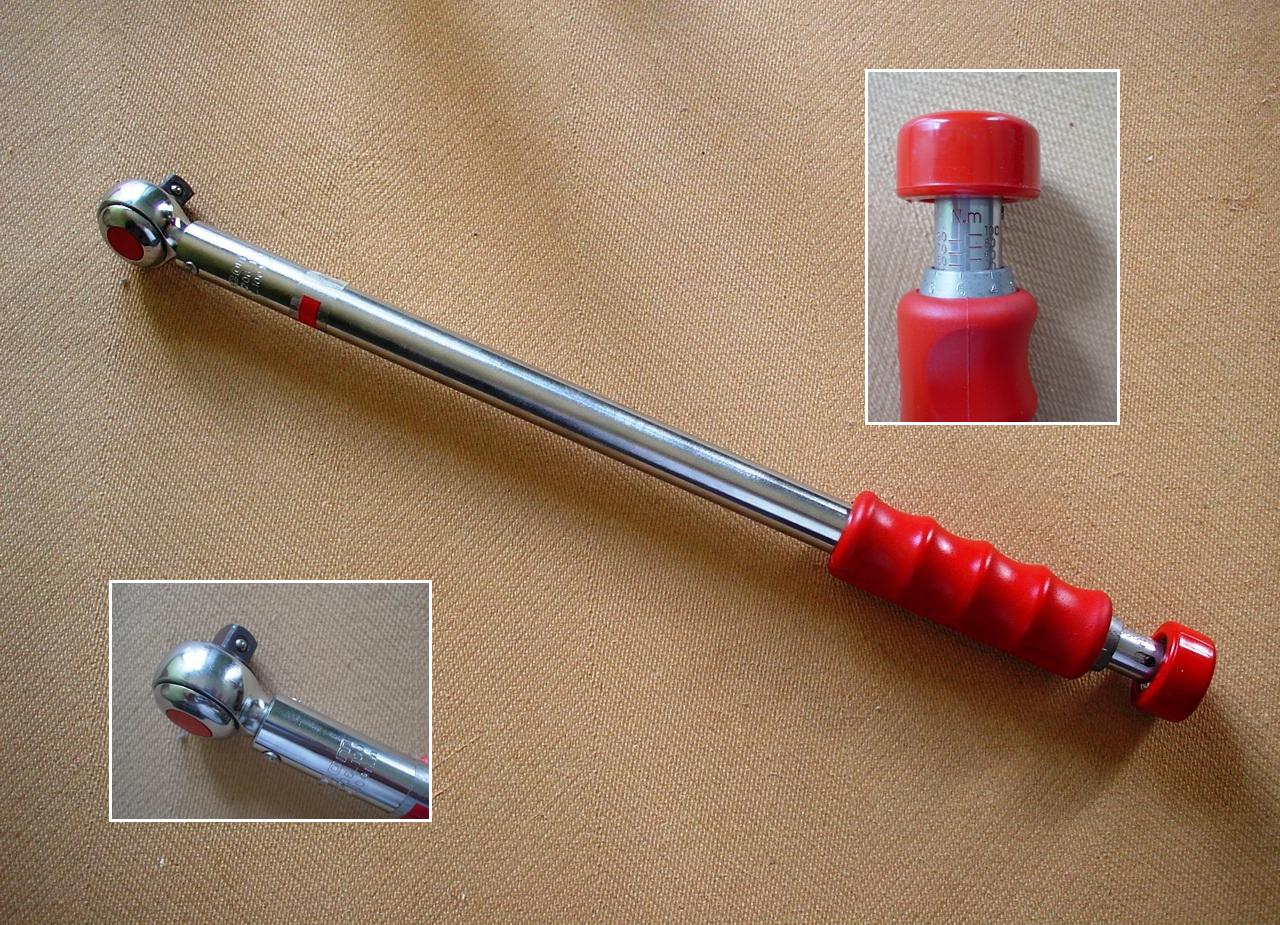
Clef à déclenchement où le couple est réglable de 20 à 100 N m à 1 N m près. Sur l'image la valeur réglée est de 45 N m. Lorsque le couple est atteint la clef « claque ».

## Applications
L'assemblage de pièces par un ensemble vis-écrou (formant un boulon), fait parfois l'objet de calculs complexes impliquant une parfaite maîtrise du serrage des éléments. L'emploi de la clef dynamométrique est alors indispensable.

### Exemples
Les écrous ou vis d'une culasse de moteur thermique seront serrés avec une clef dynamométrique lambda et avec un diagramme suivant les références constructeur que l'on trouve notamment sur une revue technique de la marque de voiture.
Un écrou de roue de voiture doit être serré avec cette clef suivant les normes constructeurs. Il n'est pas nécessaire de sauter dessus à pieds joints sur la manivelle pour le serrer.
En aéronautique, certains boulons sont serrés à la clef à contrôle électronique. Le rapport fourni par la clef est alors un document officiel conservé. Si par mégarde l'opérateur dépasse la valeur consignée, le boulon est remplacé par un neuf.

### Couples de serrage
Pour la boulonnerie standard, le tableau ci-dessous donne les valeurs recommandées de couple de serrage, pour des vis à filet au profil ISO, au pas métrique, en fonction du diamètre nominal et de la classe de qualité. Cette valeur correspond à 85 % de la limite d'élasticité de la vis pour un coefficient de frottement à 0,15 (visserie noire ou zinguée, lubrification sommaire, état de livraison). Elle ne correspond donc pas toujours à la valeur nécessaire pour le maintien ou le bon fonctionnement de l'assemblage.
Généralement, un couple de serrage est exprimé en newton mètres ou en décanewtonmètres (1 daN m = 10 N m), unité dérivée du Système international, mais on voit encore des couples exprimés en mkg (mètre-kilo en langage courant). Les deux grandeurs sont cependant très voisines avec 1 mdaN pour 1,02 mkg.
(norme ISO898/1 NF E 25100 NF EN 20898-1)
| Ø d nominal (mm) | pas (mm) | plat sur hexagone | qualité 5.6 | qualité 5.8 | qualité 6.8 | qualité 8.8 | qualité 9.8 | qualité 10.9 | qualité 12.9 |
| ---------------- | -------- | ----------------- | ----------- | ----------- | ----------- | ----------- | ----------- | ------------ | ------------ |
| 1,6              | 0,35     | 3,2               | 0,075       | 0,105       | 0,120       | 0,16        | 0,18        | 0,235        | 0,275        |
| 2                | 0,40     | 4                 | 0,159       | 0,222       | 0,254       | 0,339       | 0,381       | 0,498        | 0,582        |
| 2,5              | 0,45     | 5                 | 0,33        | 0,463       | 0,529       | 0,705       | 0,793       | 1,04         | 1,21         |
| 3                | 0,50     | 5,5               | 0,57        | 0,8         | 0,91        | 1,21        | 1,38        | 1,79         | 2,09         |
| 4                | 0,7      | 7                 | 1,3         | 1,83        | 2,09        | 2,78        | 3,16        | 4,09         | 4,79         |
| 5                | 0,8      | 8                 | 2,59        | 3,62        | 4,14        | 5,5         | 6,27        | 8,1          | 9,5          |
| 6                | 1        | 10                | 4,49        | 6,2         | 7,1         | 9,5         | 10,84       | 14           | 16,4         |
| 8                | 1,25     | 13                | 10,9        | 15,2        | 17,4        | 23          | 26,34       | 34           | 40           |
| 10               | 1,5      | 16                | 21          | 30          | 34          | 46          | 52          | 67           | 79           |
| 12               | 1,75     | 19                | 37          | 52          | 59          | 79          | 90          | 116          | 136          |
| 14               | 2        | 21                | 59          | 83          | 95          | 127         | 143         | 187          | 219          |
| 16               | 2        | 24                | 93          | 130         | 148         | 198         | 224         | 291          | 341          |
| 18               | 2,5      | 27                | 128         | 179         | 205         | 283         | /           | 402          | 471          |
| 20               | 2,5      | 30                | 182         | 254         | 291         | 402         | /           | 570          | 667          |
| 22               | 2,5      | 34                | 250         | 350         | 400         | 552         | /           | 783          | 917          |
| 24               | 3        | 36                | 313         | 428         | 500         | 691         | /           | 981          | 1148         |
| 27               | 3        | 41                | 463         | 649         | 741         | 1022        | /           | 1452         | 1700         |
| 30               | 3,5      | 46                | 628         | 880         | 1005        | 1387        | /           | 1969         | 2305         |
| 33               | 3,5      | 50                | 854         | 1195        | 1366        | 1884        | /           | 2676         | 3132         |
| 36               | 4        | 55                | 1096        | 1534        | 1754        | 2418        | /           | 3435         | 4020         |
| 39               | 4        | 60                | 1424        | 1994        | 2279        | 3139        | /           | 4463         | 5223         |
| 42               | 4,5      | 65                | 1760        | 2464        | 2816        | 3872        | /           | 5515         | 6453         |
| 45               | 4,5      | 70                | 2203        | 3085        | 3525        | 4847        | /           | 6903         | 8079         |
| 48               | 5        | 75                | 2659        | 3722        | 4254        | 5849        | /           | 8330         | 9748         |
| 52               | 5        | 80                | 3425        | 4795        | 5480        | 7335        | /           | 10731        | 12558        |
| 56               | 5,5      | 85                | 4270        | 5978        | 6832        | 9394        | /           | 13379        | 15656        |
| 60               | 5,5      | 90                | 5306        | 7428        | 8490        | 11673       | /           | 16625        | 19455        |
| 64               | 6        | 95                | 6382        | 8935        | 10212       | 14041       | /           | 19998        | 23402        |

Remarques :
- le diamètre nominal est le diamètre de la vis (sommet de filets) ;
- le pas est ici le pas standard. Pour les pas fins se référer à la norme ;
- le plat sur hexagone est la taille de la tête de vis (ou écrou) ;
- la classe de qualité est souvent frappée sur la tête de vis. Par défaut, prendre la plus petite qualité.

Le couple est déterminé à 85 % de la limite élastique (coefficient de frottement 0,15).